# Willkommen in der Schweiz
Willkommen in der Schweiz ist ein Dokumentarfilm der Schweizer Filmemacherin Sabine Gisiger aus dem Jahr 2017.

## Synopsis
Im Kontext der Flüchtlingskrise in Europa beobachtet Gisiger den Umgang mit Asylsuchenden in der Schweiz. 2015 gab es knapp 40'000 Asylgesuche in der Schweiz und acht (seit 2016 zehn) davon wurden der reichen, 2'200 Einwohner zählenden Aargauer Gemeinde Oberwil-Lieli zugeteilt. Das Dorf wehrte sich dagegen, die Flüchtenden aufzunehmen. Der Bürgermeister und SVP-Politiker Andreas Glarner will ein Exempel statuieren und ist eher bereit, 290'000 Franken Strafgebühren zu zahlen. Bald gibt es Widerstand, personifiziert durch die Studentin Johanna Gündel. Sie setzt sich mit der Interessengemeinschaft Solidarität gegen die Nein-Politik ein. Eine weitere Protagonistin ist die damalige Grüne Aargauer Regierungsrätin Susanne Hochuli, die für die Unterbringung der Asylsuchenden zuständig war. Die Ereignisse in Oberwil-Lieli stehen symbolisch für die Situation im ganzen Land. Der Film erzählt von der Schweiz in Zeiten von sogenannten Flüchtlingskrisen und fragt, was dieses Land in der Mitte Europas war, sein will oder werden könnte.

## Hintergrund
Der Film wurde von Dschoint Ventschr produziert und hatte seine Welt-Premiere am 2. August 2017 auf dem Internationalen Filmfestival von Locarno.